# Narynia
Genre
Narynia est un genre de collemboles de la famille des Isotomidae.

## Distribution
Les espèces de ce genre se rencontrent en Asie.

## Liste des espèces
Selon Checklist of the Collembola of the World (version du 5 septembre 2019) :
- Narynia andreevae Martynova, 1975
- Narynia kolymiensis Martynova, 1981
- Narynia luanae Huang, Potapov & Gao, 2010
- Narynia setosa Martynova, 1967

## Publication originale
- Martynova, 1967 : « Materials on fauna of springtails (Collembola) of middle Asia ». Izvestiya otdeleniya biologicheckikh nauk AN Tadjikskoi SSR, vol. 3, no 28, p. 32–46.